# Няньхуа
Няньхуа (年画, букв. «новогодняя картина») — китайские народные лубочные картины. В нескольких городах Китая — Вэйфане (пров. Шаньдун), Уцяне (пров. Хэбэй) и Мяньчжу (пров. Сычуань) — функционируют музеи няньхуа. Крупнейшая зарубежная коллекция няньхуа находится в «Эрмитаже»: около двух тысяч листов из этой коллекции было собрано синологом Василием Алексеевым.

## Название
Впервые слово «няньхуа» («новогодняя картина») упоминается в написанной Ли Гуантином (李光廷, 1812—1880, цзиньши 1852) в 1849 году книге «Сян янь цзе и» 鄉言解頤 (букв. «Сельские речи с улыбкой»), но как термин оно вошло в употребление только в 20-30-х годах XX века. Название обусловлено тем, что основная часть картин продавалась в преддверии Китайского Нового года по лунному календарю и использовалась в качестве подарков (два типа лубков — лубочные иконы чжи-ма и наклеиваемые по случаю торжественных событий в доме си-хуа — продавались круглый год; кроме того, небольшое количество няньхуа продавалось перед праздниками Начала лета (дуань-у) и Середины осени (чжун-цю). До этого в разных районах Китая для их обозначения использовались другие названия: вэй-хуа («тяньцзиньские картины»; Вэй — одно из названий города Тяньцзинь), хуаньлэ-ту («увеселительные картины», хуа-чжан («картинные листы»), хуар («картинки»).

## История няньхуа
Точных сведений о том, когда появились няньхуа, нет, однако известно, что своё распространение картины получили при династии Сун (960—1279). По мнению большинства исследователей, истоки няньхуа относятся к культовому буддийскому искусству — изготовлению бумажных икон с изображениями буддийских божеств и молитвенными текстами — уже существовавшему при династии Тан (618—907). Прототипом няньхуа также являются картины-гравюры чжихуа, массово изготовлявшиеся в X—XI веках.
Первоначально няньхуа изготавливались с гравированных деревянных досок в технике цветной ксилографии, сделанные на каждый цвет деревянные клише поочерёдно оттискивались на один и тот же лист. Первое клише давало контур рисунка, а другие — красочное покрытие. Вплоть до конца эпохи Мин (1368—1644) няньхуа сохраняли в себе множество элементов классической живописи и профессиональной гравюры. Рост популярности няньхуа в цинскую эпоху (1616—1912) среди сельского населения привёл к тому, что необходимость выпуска большого количества картин изменило состав производителей: их создание перешло в руки ремесленников, освоивших лишь азы художественного мастерства, что привело к упрощению техники изготовления. Ранее сложная резьба свелась к контурному рисунку с его последующей раскраской от руки. Типичным для няньхуа стало использование орнаментальных, прежде всего цветочных, мотивов и введение декоративных обрамлений.
В XIX веке начался активный поиск способов удешевления изготовления няньхуа; вместо использования высокосортной, мягкой белой бумаги, мастерские вначале перешли на фабричную японскую тонкую бумагу желтоватого оттенка с глянцем на одной стороне, а затем и на низкосортные местные сорта с шероховатой поверхностью. Ухудшилось качество красок; из употребления исчезли карминно-красная и зелёная, в практику вошло использование дешёвых привозных европейских красок, к которым подмешивались белые квасцы. В конце XIX — начале XX веков няньхуа, не выдержав конкуренции с литографией и гравюрой на меди, перешли на олеографический способ исполнения. Кроме того, по одной из версий, в данный период некоторые няньхуа создавались с применением техники шелкографии. В это же время наметился интерес к простонародной картинке со стороны профессиональных художников, представителей «новой» живописи, таких как Е Цяньюй. В период войн 1930-х — 1940-х няньхуа использовалась для выпуска агитационных материалов, что привело к её новому расцвету. Ксилографический способ исполнения сменился типографским.

## Виды няньхуа
Из-за использования в различных художественных контекстах одних и тех же мотивов и образов няньхуа с трудом поддаются жанрово-тематической классификации; таковая в научной литературе носит условный характер. Согласно энциклопедии «Духовная культура Китая», по темам и объектам изображения няньхуа подразделяются на две группы — повествовательные и неповествовательные. К первой относятся лубки на литературно-фольклорные и театральные сюжеты, а ко второй — различные охранительные, календарные, заклинательные, благопожелательные, бытовые и пейзажные картины, изображения птиц, цветов, орнаментов. Китаевед М. Кравцова выделяет 8 жанрово-тематических групп:
1. картины на религиозные темы;
2. картины благопожелательного содержания;
3. картины на историко-литературные темы;
4. «театральные» картины;
5. картины познавательно-назидательного характера;
6. картины бытописательного характера;
7. видовые картины;
8. картины на политические темы.

К первой группе относятся няньхуа-иконы. Типологически сопоставимые с иконостасом, они включают в себя до ста и более изображений божеств, располагающихся в несколько ярусов в соответствии с иерархией. Картины благопожелательного характера, по мнению китайцев, приносят в дом атмосферу радости и семейного благополучия. Наиболее популярными из них являются няньхуа с пожеланием рождения сыновей. Одной из особенностей (хоть и не обязательных) картин на историко-литературные темы является их разбивка на серию фрагментов, воспроизводящих тот или иной сюжет. В каждом из таких фрагментов создатели пытаются с помощью живописных средств показать ключевые моменты сюжета и раскрыть основные черты характера персонажей. Лубки с изображением театральных сцен (сичу няньхуа) и лубочные театральные афиши появились к концу XIX века. Поскольку в репертуарах китайских театров основное место занимали пьесы на историко-литературные темы, то в няньхуа этой группы изображаются в основном те же персонажи, что и в няньхуа предыдущей группы, однако в них повышенное внимание уделяется изображению костюма, грима и жестов.
Картины познавательно-назидательного характера нацелены на пропаганду конфуцианских ценностей и устоев. В рамках картины этого типа изображается тот или иной персонаж, совершающий добродетельный поступок. Значительную часть назидательных картин составляют лубки с изображениями героев цикла «Эр ши сы сяо» («24 примера самоотверженного служения родителям»). Бытописательные няньхуа отличаются от благопожелательных и назидательных картин бо́льшим разнообразием воспроизводимых сцен. Наиболее специфическим видом таких няньхуа являются картины в стиле «красавицы»: на них изображаются современные авторам женские персонажи — дочери и жёны чиновников, преуспевающих торговцев, промышленников. К видовым картинам относятся пейзажи и изображения архитектурных памятников. Няньхуа на политические темы впервые получили распространение во время восстания тайпинов (1850—1864); его руководители решили, что простонародная картинка сможет доступным способом донести до неграмотного населения любую информацию: чанмао няньхуа («картины длинноволосых»), получившие такое название из-за того, что тайпины в знак неповиновения властям носили распущенные волосы, расходились по всей стране. В следующий раз практика их создания была возобновлена в период Японо-китайской войны (1894—1895).

## Комментарии
1. ↑  Ещё около тысячи няньхуа, собранных Алексеевым, хранится в Государственном музее истории религии в Санкт-Петербурге[3].